# Diário Oficial dos Municípios do Estado do Piauí
O Diário Oficial dos Municípios do Estado do Piauí é um periódico destinado a publicação da literatura dos atos oficiais dos municípios do estado do Piauí.

## História
Criado em 2002 pela Associação Piauiense de Municípios (APPM). Em 1.º de novembro de 2006 a Emenda Nº 23 à Constituição do Piauí introduziu o parágrafo único do art. 28 na Constituição Estadual Piauiense com a redação seguinte: “Parágrafo único – No município onde não houver órgão de imprensa oficial, a publicação dos atos referidos neste artigo e no art. 22, será feita no Diário dos Municípios, órgão de publicação dos atos municipais, instituído pela Associação Piauiense de Municípios”. (CE, art. 28, pú). Não publica atos de Teresina e Parnaíba, pois ambos possuem diários oficiais próprios. Também publica atos do Ministério Público do Estado do Piauí.

## Municípios com diários oficiais próprios

### Diário Oficial do Município de Teresina

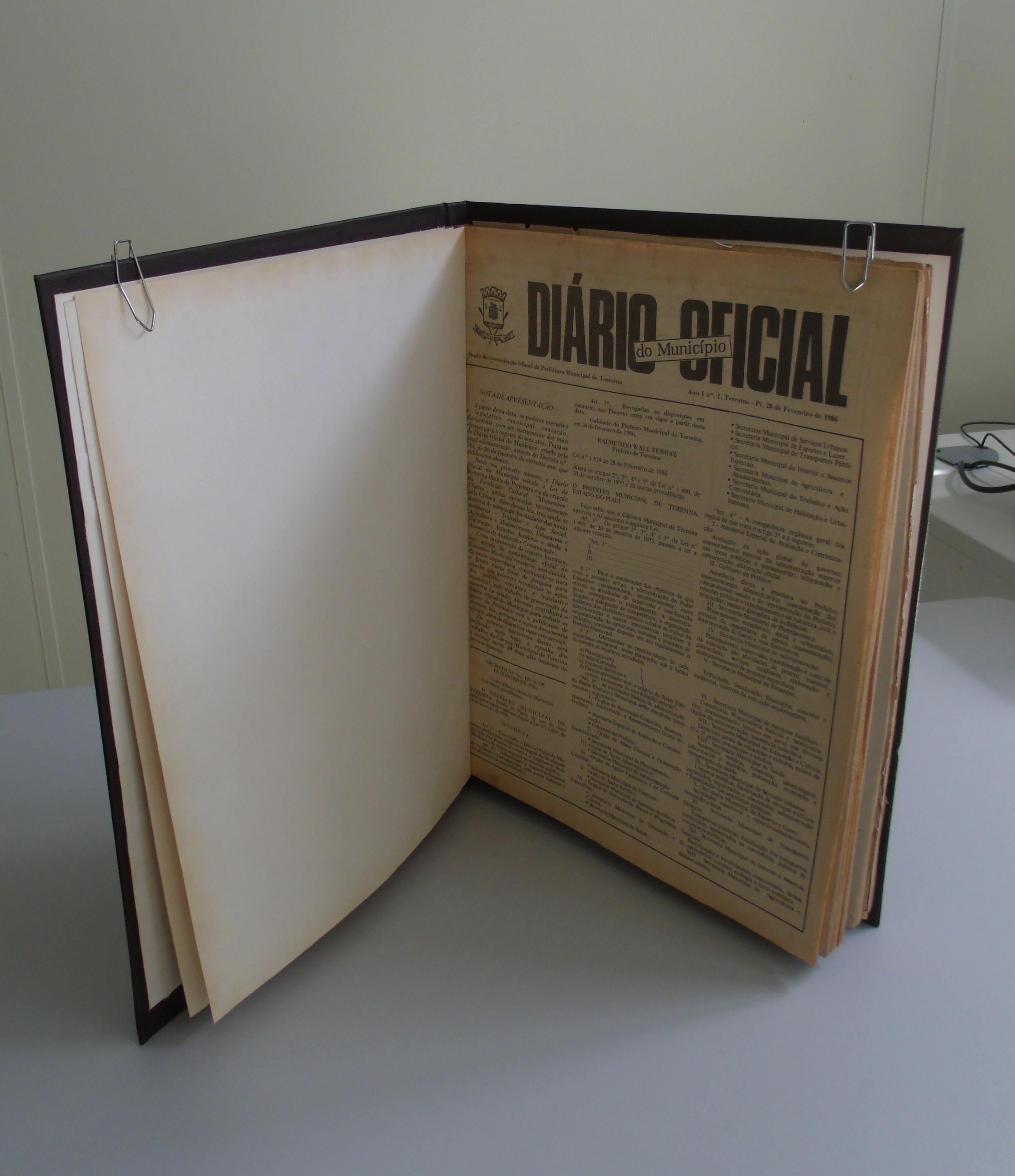
Livro de guarda, com a edição número 1, do Diário oficial de Teresina.

O município de Teresina, a capital do Piauí, publica seus atos em diário próprio criado, em 1986, na segunda gestão de Raimundo Wall Ferraz, por meio do decreto nº 765, de 26 de fevereiro de 1986 e a primeira edição circulou no dia 28 de fevereiro de 1986.
Em 6 de abril de 1990 publicou o texto integral da primeira Lei Orgânica do Município de Teresina.

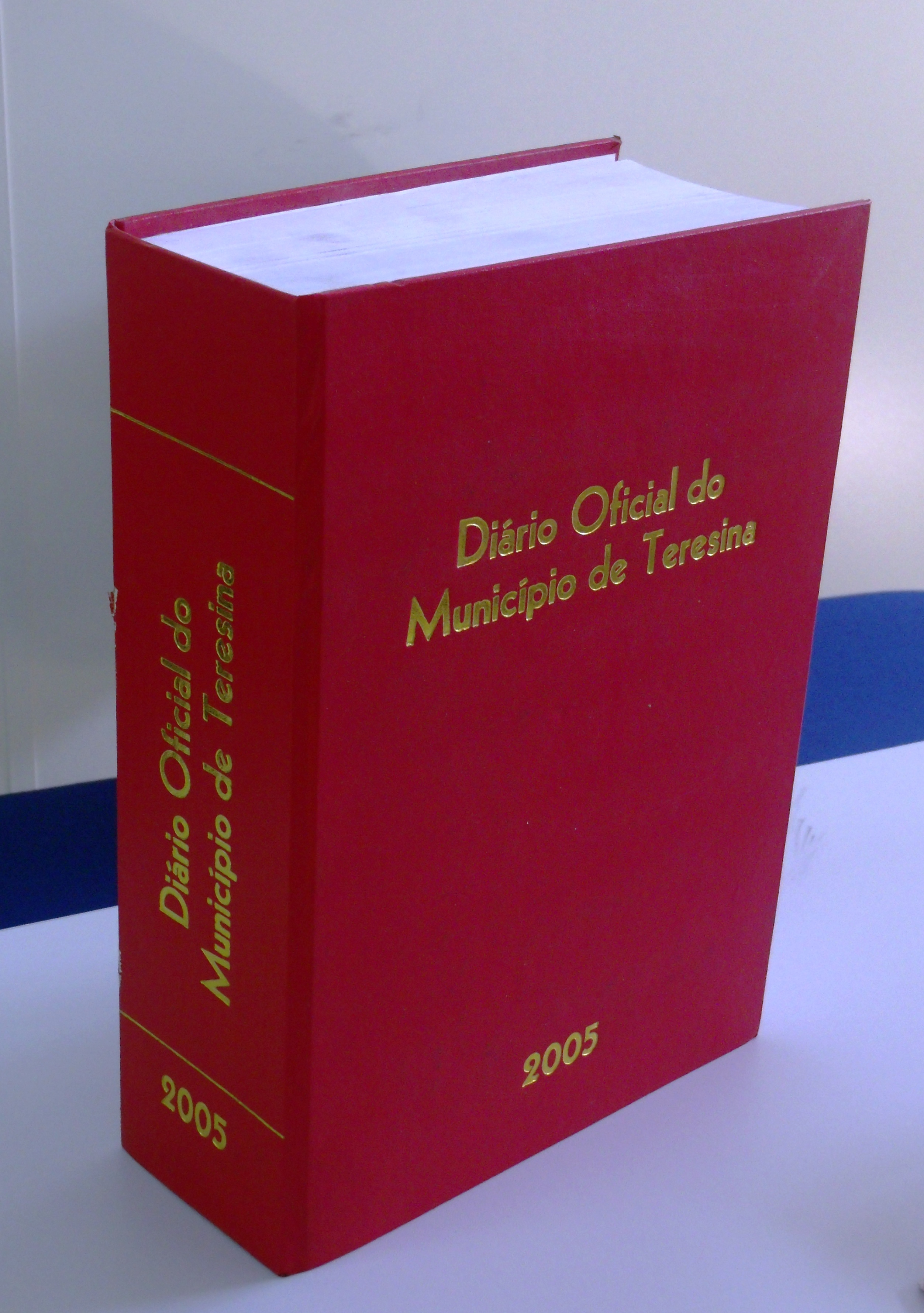
Coleção do ano de 2005.

### Diário Oficial do Município de Parnaíba
O município de Parnaíba, segunda maior cidade do estado do Piauí, tem seu órgão oficial de publicidade próprio, criado pela prefeitura do município, em 1992, por meio da Lei Municipal Nº 1.440, de 4 de março de 1994.

### Diário Oficial do Município de Campo Maior
Foi criado em 2015, pela lei municipal Nº.008, de 2 de setembro de 2015, é o instrumento oficial de divulgação dos atos do poder administrativo e do legislativo do município. A edição número um foi no dia 2 de outubro de 2016. No entanto, com a mudança de prefeito houve um interregno na publicação, que só voltou a circular em janeiro de 2018 e não continuou a numeração, recomeçou outra em 8 de janeiro de 2018.